# Arecibo
Arecibo – miasto w północnej części Portoryko; nad Atlantykiem; w aglomeracji San Juan; 44 191 mieszkańców (2019). Słynne z powodu znajdującego się obok niego Obserwatorium Arecibo, posiadającego największy (do 2016 roku) na świecie radioteleskop.
W mieście rozwinął się przemysł odzieżowy, drzewny, maszynowy. W Arecibo produkuje się cukier oraz rum. Ośrodek turystyczny.